# Manuel Reventós i Bordoy
Manuel Reventós i Bordoy (Barcelona 19 de desembre de 1888 - Barcelona, 1 de març de 1942) fou un economista català.

## Biografia
Fill d'Isidre Reventós i Amiguet i de Concepció Bordoy i Tuyet naturals de Barcelona. Estudià dret i filosofia i lletres a la Universitat de Barcelona, es deixà influir per Antonio Flores de Lemus i Miquel Vidal i Guardiola. Del 1911 al 1914 continuà els estudis a Berlín i Düsseldorf i quan tornà fou nomenat professor de l'escola d'Alts Estudis Mercantils i de l'Escola d'Administració Pública, a Barcelona. Participà en la creació d'Acció Catalana als anys vint.
L'any 1925 publicà el primer estudi científic sobre el moviment obrer català (Els moviments socials a Barcelona durant el segle xix). Entrà a treballar a la Banca Arnús i, als anys trenta, a Crèdit & Docks.
Durant la Segona República Espanyola fou Director General de Comerç sota el ministeri de Lluís Nicolau d'Olwer, cosa que li va permetre assistir el 1933 a la Conferència Monetària de Londres, on descobrí les teories de John Maynard Keynes. El 1935 obté el premi Patxot per l'assaig inèdit "La classe mitjana".
Simultàniament fou professor d'història dels moviments socials a l'Escola d'Estudis Socials de la Generalitat de Catalunya. Juntament amb Vidal i Guardiola, se'l considera un dels introductors del pensament econòmic alemany, i amb Josep Maria Tallada i Paulí fou professor d'economia política de la Universitat Autònoma de Barcelona. També va col·laborar a les revistes Catalunya, La Revista, Economia i Finances i Revista de Catalunya.
Va ser germà de Ramon Reventós i Bordoy i pare del dirigent socialista Joan Reventós i Carner. S'havia casat amb Maria Carner, filla de l'advocat i polític català Jaume Carner i Romeu.

## Obres
- La política econòmica contemporània (1848-1900) (1920?)
- Els moviments socials a Barcelona durant el segle xix (1925)
- Història política i econòmica de la postguerra (1934)
- Diari de la guerra i Barcelona viscuda (2021). Ed. L'Avenç.